# The Width of a Circle
Pistes de The Man Who Sold the World
All the Madmen
(2)
The Width of a Circle est une chanson de David Bowie parue en 1970 sur son troisième album, The Man Who Sold the World.

## Histoire
The Width of a Circle fait partie des chansons conçues avant l'enregistrement de The Man Who Sold the World. Bowie l'interprète à deux reprises dans des émissions de la BBC, le 5 février et le 25 mars 1970. Elle ne comprend alors que la première partie de la chanson finale : la deuxième moitié est un ajout concocté pendant les séances d'enregistrement de l'album par le guitariste Mick Ronson et le producteur Tony Visconti, qui surnomment cette section « the boogie beat part ».
Bowie interprète cette chanson en concert lors des tournées Ziggy Stardust Tour (1972-1973) et Diamond Dogs Tour (1974). Elle figure ainsi sur les albums live David Live (1974), Ziggy Stardust: The Motion Picture (1983) et Live Santa Monica '72 (2008).